# Baronul roșu (film)
Baronul roșu este un film biopic german din anul 2008, în regia lui „Nikolai Müllerschön”.  Filmul redă viața lui Manfred von Richthofen numit „Baronul roșu”, fost pilot german de elită care a luptat și care a căzut în primul război mondial. Premiera filmului a avut loc la data de 10 aprilie 2008.

## Acțiunea filmului
Acțiunea are loc între anii 1917/1918 pe frontul de vest. Freiherr (baron) Manfred von Richthofen, apare ca as, pilot de elită și erou încununat de laurii victoriei fiind sărbătorit de camarazi. Escadronul comandat de Manfred reușește să doboare în luptele aeriene un număr record de avioane inamice în timp ce nordul Franței se află sub ocupație germană. Conducerea militară germană recunoaște de timpuriu potențialul lui Manfred și caută să idealizeze persoana lui făcându-l un idol pentru tinerii soldați, în cadrul propagandei militariste germane. Singura care recunoaște situația reală și cruzimea războiului, este sora medicală emancipată Kate, iubită de Manfred, care nu se lasă influențată de tendința de idealizare a războiului. Sub influența lui Kate, Manfred începe să aibă îndoieli cu privire la convingerea lui că războiul ar fi un sport masculin. Baronul nu poate renunța la participarea la lupte, fiind angrenat într-o contraofensivă pornită contra englezilor, soldată cu pierderi serioase de ambele părți. În cele din urmă, Baronul va muri împușcat într-o acțiune de urmărire a adversarului. Filmul se termină la mormântul baronului pe care stă scris epitaful „Dușman și prieten prețuit”. Kate va primi șalul lui Manfred pe care acesta îl purta ca să-i aducă noroc.

## Actori
- Matthias Schweighöfer în rolul lui Rittmeister Manfred Freiherr von Richthofen
- Lena Headey în rolul lui Nurse Käte Otersdorf
- Til Schweiger în rolul lui Leutnant Werner Voss
- Volker Bruch în rolul lui Oberleutnant Lothar Freiherr von Richthofen
- Maxim Mehmet în rolul lui Leutnant Friedrich Sternberg
- Hanno Koffler în rolul lui Leutnant Lohmann
- Tino Mewes în rolul lui Oberleutnant Kurt Wolff
- Steffen Schroeder în rolul lui Oberleutnant Karl Bodenschatz
- Axel Prahl în rolul lui General der Kavallerie Ernst von Hoeppner
- Joseph Fiennes în rolul lui "Captain" Roy Brown "RCFC"[3]
- Tomáš Koutník în rolul lui Young Manfred von Richthofen
- Tomáš Ibl în rolul lui Young Lothar von Richthofen
- Albert Franc în rolul lui Young Wolfram von Richthofen
- Richard Krajčo în rolul lui Major Lanoe Hawker VC RFC
- Lukáš Příkazký în rolul lui Oberleutnant Stefan Kirmaier
- Gitta Schweighöfer în rolul lui Kunigunde von Richthofen
- Branislav Holiček în rolul lui Leutnant Wolfram Freiherr von Richthofen
- Julie Engelbrecht în rolul lui Ilse von Richthofen
- Jan Vlasák în rolul lui Major Albrecht Freiherr von Richthofen
- Luise Bähr în rolul lui Sophie
- Irena Máchová în rolul lui Clara
- Robert Nebřenský în rolul lui Feldwebel Räuber
- Ralph Misske în rolul lui Menzke
- Josef Vinklář în rolul lui Generalfeldmarschall Paul von Hindenburg
- Ladislav Frej în rolul lui Kaiser Wilhelm II
- Patrik Plesinger în rolul lui Hauptmann Doering
- Jiří Laštovka — Oberleutnant Ernst Udet
- Rostislav Novák — Oberleutnant Erich Loewenhardt
- Zdeněk Pecha — Locotenent Werner Steinhäuser
- Jiří Kout — Locotenent Eberhard Mohnicke
- Karsten Kaie în rolul lui Anthony Fokker